# Esther Ofarim
Esther Ofarim (Hebreeuws: אֶסְתֵּר עוֹפָרִים), geboren als Esther Zaied (Hebreeuws: אֶסְתֵּר זַיֵּד), (Safed, Israël, 13 juni 1941) is een Israëlische zangeres, die met haar man Abi Ofarim (1937-2018) het zangduo Esther & Abi Ofarim vormde.

## Biografie
Ofarim is geboren als Zaied in een Syrisch-Joods gezin. In 1959 leerde ze Abi kennen. Ze zongen zowel Hebreeuwse als Engelse liedjes.
In 1960 had ze een rol in de film Exodus waar Paul Newman de hoofdrol kreeg. Een jaar later won ze een liedjeswedstrijd in Tel Aviv.
In 1963 vertegenwoordigde ze Zwitserland op het Eurovisiesongfestival met het lied T'en va pas. Ofarim kende geen Frans maar zong zich toch naar een tweede plaats met het lied, de Zwitsers zien 1963 nog steeds als het jaar van hun gestolen overwinning. De Noorse juryleden herriepen hun punten en zeiden dat er een fout was gemaakt. Zwitserland was zijn eerste plaats kwijt en Denemarken won met Grethe en Jørgen Ingmann op dubieuze wijze dankzij de Noorse jury. Ofarim nam het lied op in verschillende talen waaronder het Italiaans, Non andar.
Op 5 mei 1964 werd ze bekend in Nederland, nadat ze de rol van zeemeermin vertolkte in de show Robinson Crusoë in wat nu het Circustheater heet te Scheveningen, met Rudi Carrell in de hoofdrol. Zeer populair werd in die tijd het door haar gezongen liedje Split personality uit die show. De show won de Zilveren roos in Montreux.
In 1966 had het duo hun eerste hit in Duitsland met Noch einen Tanz, een jaar later hadden ze daar hun grootste succes met Morning of my Life dat geschreven werd door de Bee Gees. Met Cinderella Rockefella hadden ze hun internationale doorbraak in 1968. Ze speelden concerten in Londen en New York en in 1969 toerden ze door de wereld. Door zowel zakelijke als persoonlijke problemen eindigde het huwelijk in 1970.
Esther ging solo verder met concerten en albums. In 1984 zong ze in het theaterstuk Ghetto in Berlijn dat een succes werd.
In 2006 gaf ze enkele concerten per jaar, voornamelijk in Duitsland en Israël.

## Discografie (selectie)
- 1961: Israeli Songs (lp): Capitol (USA)
- 1965: Esther Ofarim (lp): Philips (FRA)
- 1965: Is it Really Me (lp): Philips
- 1967: Esther im Kinderland (lp): Philips
- 1969: Esther Ofarim (lp): Philips
- 1972: Esther (lp): Hör Zu, opnieuw uitgebracht als ATR 'Mastercut Recording' in 1979 en als cd in 1989
- 1972: Esther Ofarim (lp): Electrola
- 1973: Esther Ofarim be-Hekhal ha-Tarbut – Live in Tel-Aviv (lp): Hed-Arzi
- 1982: Complicated Ladies (lp)
- 2003: Melodie einer Nacht (cd): Bear Family (alle grote successen, foto's, biografie)
- 2005: Back on Stage (cd)
- 2006: in New York (cd, met Bobby Scott and his Orchestra) (nieuwe editie van: Is it Really Me, 1965)
- 2009: In London (geproduceerd door Bob Johnston) – cd en lp (nieuwe editie van: Esther Ofarim met een niet eerder uitgebracht nummer, 1972)
- 2009: I’ll See You in My Dreams (live-cd)
- 2011: Le Chant des chants (cd): Bear Family

## Filmografie
- 1960: Brennender Sand
- 1960: Exodus
- 1963: Es war mir ein Vergnügen
- 1967: The Smothers Brothers Comedy Hour (televisieserie, 1 aflevering)
- 1969: Dave – Zuhaus in allen Betten
- 1969: Die große Glocke (televisieserie)
- 1969: Festival der Stars (televisiefilm)
- 1970: 11 Uhr 20 (driedeler, 2 afleveringen)